# سن میگل د سما
سن میگل د سما (انگلیسی: San Miguel de Sema) نام یک منطقه مسکونی در کلمبیا است.